# 비타민 K
비타민 K(Vitamin K)는 지용성 비타민의 한 종류이다. 녹황색 채소나 간, 곡류, 과일 등에 많이 들어있다.
비타민 K는 식품에서 발견되고 식이 보충제로 판매되는 구조적으로 유사한 지용성 비타민 계열이다. 인체에는 혈액 응고에 필요한 특정 단백질의 합성 후 변형("응고"를 뜻하는 독일어 koagulation에서 유래한 K)이나 뼈와 기타 조직에서 칼슘의 결합을 조절하기 위해 비타민 K가 필요하다. 완전한 합성에는 비타민 K를 보조 인자로 사용하는 감마-글루타밀 카르복실라제 효소에 의한 소위 "글라(Gla) 단백질"의 최종 변형이 포함된다.
비타민 K는 간에서 중간체 VKH2로 사용되어 글루타메이트 잔류물을 탈양성자화한 다음 비타민 K 산화물 중간체를 통해 비타민 K로 재처리된다. 카르복실화되지 않은 단백질의 존재는 비타민 K 결핍을 나타낸다. 카르복실화를 통해 칼슘 이온을 결합(킬레이트)할 수 있는데, 이는 다른 방법으로는 할 수 없다. 비타민 K가 없으면 혈액 응고가 심각하게 손상되고 조절되지 않는 출혈이 발생한다. 연구에 따르면 비타민 K 결핍은 뼈를 약화시켜 잠재적으로 골다공증을 유발할 수 있으며 동맥 및 기타 연조직의 석회화를 촉진할 수 있는 것으로 나타났다.
화학적으로 비타민 K 계열은 2-메틸-1,4-나프토퀴논(3-) 유도체로 구성된다. 비타민 K에는 비타민 K1(필로퀴논)과 비타민 K2(메나퀴논)의 두 가지 천연 비타민이 포함되어 있다. 비타민 K2는 차례로 이소프레노이드 원자 그룹으로 구성된 탄소 측쇄의 길이가 다른 여러 관련 화학 하위 유형으로 구성된다. 가장 많이 연구된 두 가지 물질은 메나퀴논-4(MK-4)와 메나퀴논-7(MK-7)이다.
비타민 K1은 식물에서 만들어지며 광합성에 직접적으로 관여하기 때문에 녹색 잎채소에서 가장 많이 발견된다. 이는 동물에서 비타민으로 활동하며 혈액 응고 단백질 생산 활동을 포함하여 비타민 K의 고전적인 기능을 수행한다. 동물은 또한 이를 비타민 K2, 변형 MK-4로 전환할 수도 있다. 장내 세균에 있는 박테리아도 K1을 K2로 전환할 수 있다. MK-4를 제외한 모든 형태의 K2는 무산소 호흡 중에 이를 사용하는 박테리아에 의해서만 생산될 수 있다. 비타민 K의 합성 형태인 비타민 K3(메나디온)는 비타민 K 결핍을 치료하는 데 사용되었지만 글루타티온의 기능을 방해하기 때문에 더 이상 인간 영양에 이런 방식으로 사용되지 않는다.

## 비타민 K의 결핍과 남용에 따른 문제

### 결핍
- 골각(骨) 손실
- 관상동맥절간 석회화
- 출혈시 지혈에 걸리는 시간을 지연,지체시킨다.

### 남용
- 혈전

## 역사
1929년 덴마크 과학자 헨리크 담(Henrik Dam)은 닭에게 콜레스테롤이 고갈된 사료를 먹임으로써 콜레스테롤의 역할을 조사했다. 그는 처음에 온타리오 농업대학의 과학자들이 보고한 실험을 재현했다. OAC에서 병아리 사료 프로그램에 참여하고 있는 맥팔레인(McFarlane), 그레이엄(Graham) 및 리처드슨(Richardson)은 병아리 사료에서 모든 지방을 제거하기 위해 클로로포름을 사용했다. 그들은 지방이 고갈된 사료만 먹은 병아리에게 출혈이 발생하고 태그 부위에서 출혈이 시작된다는 사실을 발견했다. 담은 정제된 콜레스테롤을 식단에 추가해도 이러한 결함이 회복될 수 없다는 사실을 발견했다. 콜레스테롤과 함께 두 번째 화합물이 식품에서 추출된 것으로 나타났으며 이 화합물을 응고 비타민이라고 불렀다. 새로운 비타민은 초기 발견이 응고비타민(Koagulationsvitamin)으로 지정된 독일 저널에 보고되었기 때문에 문자 K를 받았다. 세인트 루이스 대학교의 에드워드 아델버트 도이지(Edward Adelbert Doisy)는 비타민 K의 구조와 화학적 성질을 발견하는 데 많은 연구를 수행했다. 담과 도이지는 1939년에 발표된 비타민 K1 및 K2에 대한 연구로 1943년 노벨 의학상을 공동 수상했다. 실험실에서는 1939년에 화합물을 합성했다.
수십 년 동안 비타민 K가 결핍된 병아리 모델은 다양한 식품에서 비타민 K를 정량화하는 유일한 방법이었다. 병아리에게 비타민 K가 결핍되도록 만든 다음 알려진 양의 비타민 K가 함유된 식품을 먹였다. 식단에 의해 혈액 응고가 회복되는 정도를 비타민 K 함량의 척도로 삼았다.
프로트롬빈 결핍이 있는 황달 환자의 생명을 위협하는 출혈을 비타민 K로 성공적으로 치료한 최초의 보고는 스미스(Smith), 워너(Warner) 및 브링크하우스(Brinkhous)에 의해 1938년에 이루어졌다.
비타민 K의 정확한 기능은 혈액 응고 단백질인 프로트롬빈이 비타민 K에 의존한다는 것이 확인된 1974년까지 발견되지 않았다. 비타민이 존재하는 경우 프로트롬빈은 글루타메이트 대신 γ-카르복시글루타메이트로 단백질의 아미노 말단 근처에 아미노산을 갖고 응고 과정의 일부인 칼슘과 결합할 수 있다.

## 같이 보기
- 혈액응고인자
- 항응고제